# Prefektura Gunma

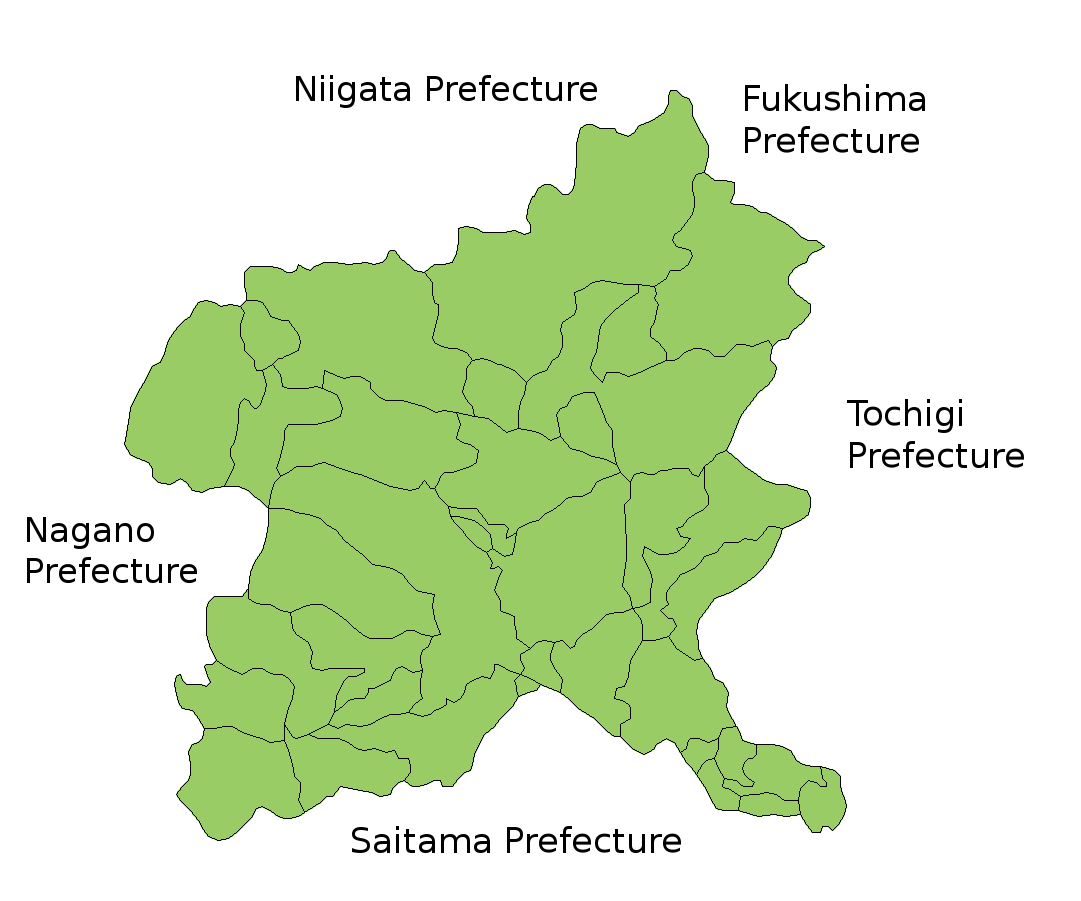
Mapa prefektury Gunma

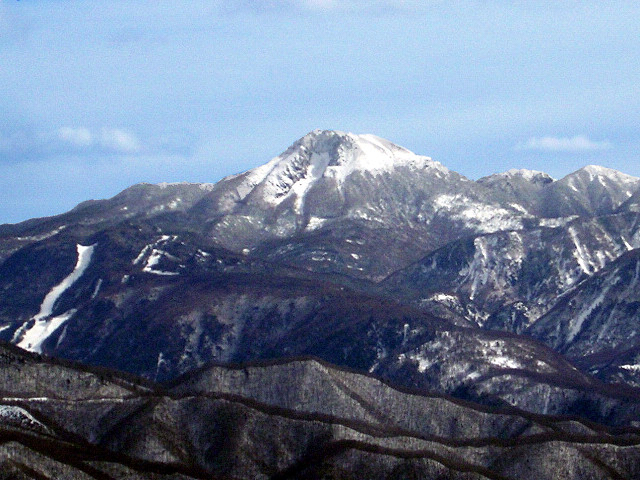
Hora Nikkó-Širane

Prefektura Gunma (japonsky: 群馬県, Gumma-ken) je jednou ze 47 prefektur Japonska. Nachází se v severozápadním cípu regionu Kantó na ostrově Honšú. Hlavním městem je Maebaši.

## Historie
Na počátku 20. století byly v Iwadžuku (岩宿) nalezeny ostatky muže z období středního paleolitu – přibližně 100 tisíc let př. n. l., dnes je na místě nálezu muzeum. Ostatky byly prvním důkazem přítomnosti civilizace v Japonsku. Lze tu také nalézt významné historické pamětihodnosti z mohylového období Kofun, jako např. Tendžinjama-kofun ve městě Óta.
Zhruba na přelomu letopočtu byla oblast centrem chovu a obchodu s koňmi a dalšími zvířaty, která se dovážela především z Číny.
V průběhu historie byla prefektura Gunma spojena s prefekturou Točigi, tvořily spolu provincii Kenu. Ta byla později rozdělena na Horní Kenu (Kami-Kenu, dnešní Gunma) a Dolní Kenu (Šimo-Kenu, dnešní Točigi). Gunma ale není původním názvem, oblast dlouho nesla jméno Kozuke.

## Geografie
Prefektura Gunma je jednou z osmi vnitrozemských prefektur. Je převážně hornatá, kromě centrální a jihovýchodní části, kde také žije nejvíce lidí. Na severu sousedí s prefekturami Niigata a Fukušima, na východě s prefekturou Točigi, na západě s prefekturou Nagano a na jihu s prefekturou Saitama.
Podnebí je proti zbytku regionu Kantó chladnější, více se podobá regionu Hokuriku. Známé jsou také silné, suché zimní větry kara-kaze, vanoucí ze severu podél řeky Tonegawa.
Na ploše 6 363,16 km² žilo k 1. říjnu 2005 2 024 044 lidí. Průměrná hustota zalidnění je 318 osob na km2.

### Významné hory
- Nikkó-Širane-san (日光白根山, 2 578 m n. m.)
- Asama-jama (浅間山, 2 568 m n. m.)
- Hotaka-jama (武尊山, 2 158 m n. m.)
- Akagi-jama, Akagi-san (赤城山, 1 827,6 m n. m.)
- Haruna-san (榛名山) (1 449 m n. m.)

### Významné vodní toky
- Šinano (信濃川, [Šinanogawa], 367 km, nejdelší řeka v Japonsku, její největší přítok: Saigawa (犀川, 152,7 km))
- Tonegawa (利根川, 322 km, druhá nejdelší řeka v Japonsku, její největší přítoky: Kinugawa (鬼怒川, 176,7 km, nejdelší přítok Tonegawy), Kokaigawa (小貝川, 111,8 km))
- Watarasegawa (渡良瀬川, 106,7 km), přítok Tonegawy
- Agacumagawa (吾妻川, 76,2 km), přítok Tonegawy
- Katašinagawa (片品川, 60,8 km), přítok Tonegawy
- Kannagawa (神流川, 87,4 km), přítok Karasugawy
- Karasugawa (烏川, 61,8 km), přítok Tonegawy
- Kaburagawa (鏑川, 58,8 km), přítok Karasugawy
- Kirjúgawa (桐生, 57,6 km), přítok Watarasegawy

### Města
V prefektuře Gunma leží 12 velkých měst (市, ši):
| - An'naka (安中) - Fudžioka (藤岡) - Isesaki (伊勢崎) - Kirjú (桐生) - Maebaši (前橋, hlavní město) - Midori (みどり) | - Numata (沼田) - Óta (太田) - Šibukawa (渋川) - Takasaki (高崎) - Tatebajaši (館林) - Tomioka (富岡) |

## Ekonomika
Moderní průmyslová odvětví zahrnují výrobu dopravních prostředků a elektrických zařízení. Výroba se koncentruje kolem Maebaši a ve východní oblasti prefektury, kde je snadná dostupnost do Tokia. Z tradičních odvětví je zde zastoupena výroba hedvábí a zemědělství.

## Turismus
Turisty do prefektury Gunma přitahují termální prameny, kterých je zde hodně. Proslulé jsou lázně v Kusacu, tamní voda obsahuje hodně síry a má léčivé účinky na kožní choroby. Kromě lázní jsou tu také střediska pro zimní sporty.